# Temporada da NFL de 1965
A Temporada de 1965 da NFL foi a 46ª temporada regular da National Football League. Em 15 de Janeiro as franquias foram obrigadas, sob possível aplicação de punições caso não se comprometessem, a esperar a conclusão de todas as partidas de futebol americano universitário - incluindo bowls - para contratar jogadores de último ano das universidades.
Após uma pesquisa realizada pela The Harris Poll em Outubro, os fãs de esportes preferiram pela primeira vez o futebol americano (41%) ao beisebol (38%) como seu esporte favorito.
No dia 29 de Dezembro, a CBS adquiriu mais direitos de transmissão, desta vez as temporadas de 1966 e 1967, com uma opção para também para ter em 1968, por US$18.8 Milhões ao ano.
Na história da NFL, apenas uma franquia havia vencido títulos por três anos consecutivos até 1965, o Green Bay Packers, entre 1929 e 1931. Porém, 36 anos depois deste feito, novamente a equipe de Green Bay no Wiscosin repetiria este feito, começando em seu título na temporada de 1965, após se classificar em uma partida de desempate contra o Baltimore Colts pelo título da Western Conference disputada em 26 de Dezembro de 1965 no Lambeau Field, em Green Bay, Wiscosin. Decidida na prorrogação, a partida terminou 13 a 10 para Green Bay, classificando à final, contra o já classificado Cleveland Browns.
Em sua última edição da criação do Super Bowl em 1966, o champsionship game foi disputado em 2 de Janeiro de 1966 no Lambeau Field Wisconsin. E, para consagrar-se campeão, o Green Bay Packers venceu a partida por 23 a 12 em cima do Cleveland Browns, derrotado pela segunda vez consecutiva nas finais.

## Draft
O Draft para aquela temporada foi realizado no dia 28 de Novembro 1964, no Summit Hotel, em Nova Iorque. E, com a primeira escolha, o New York Giants selecionou o running back, Tucker Frederickson da Universidade de Auburn.

## Regras & Arbitragem

Na imagem da disposição de árbitros atualmente, é possível notar a posição do line judge, adicionado em 1965, ao lado esquerdo da imagem e da linha de scrimmage, com a sigla L.

Um sexto árbitro, conhecido por line judge  (em português: árbitro de linha), foi adicionado à equipe de arbitragem. Essa mudança às vezes é chamada de "Regra Fran Tarkenton", em homenagem ao quarterback do Minnesota Vikings, que desenvolveu o apelido de "scrambler" enquanto corria pelo campo de defesa para evitar ser derrubado pelo adversário. Com o Line Judge posicionado na linha de scrimmage, no lado oposto ao Head Linesman, ficou mais fácil para os árbitros julgarem se algum quarterback cruzou a linha antes de lançar a bola. Antes desta mudança, em 1965, cinco árbitros eram usados desde 1947, quando o back judge foi adicionado.
Além disso, em 1965, a NFL contratou o seu primeiro árbitro negro, Burl Toler, para a posição de line judge.
Os outros árbitros que compunham à equipe naquela época eram: Umpire (U), que se localizava atrás dos linebackers, atrás da equipe que estava defendendo, o Refeere (R), localizado atrás da equipe disposta no ataque; Field Judge (F), localizado várias jardas no lado esquerdo atrás da equipe de defesa; Back Judge, localizado várias jardas atrás e na diagonal direita do Umpire; Head Lineman (H), disposto exatamente no centro da linha de scrimmage, no lado esquerdo ao quarterback; e por fim, o Line Judge (L), adicionado em 1965 que ficava exatamente na mesma posição, porém do lado oposto ao Head Lineman.
Nota: Na imagem ao lado, a posição de alguns outros árbitros não representam suas posições em 1965.

## Classificação Final
Assim ficou a classificação final da National Football League em 1965:
P = Nº de Partidas, V = Vitórias, D = Derrotas, E = Empates, PCT = Porcentagem de vitória, DIV = Recorde de partidas da própria divisão, PF = Pontos a favor, PA = Pontos contra
| NFL Eastern Conference |    |    |   |      |      |     |     |
| Time                   | V  | D  | E | PCT  | DIV  | PF  | PC  |
| Cleveland Browns       | 11 | 3  | 0 | .786 | 11–1 | 363 | 325 |
| Dallas Cowboys         | 7  | 7  | 0 | .500 | 6–6  | 325 | 280 |
| New York Giants        | 7  | 7  | 0 | .500 | 7–5  | 270 | 338 |
| Washington Redskins    | 6  | 8  | 0 | .429 | 6–6  | 257 | 301 |
| Philadelphia Eagles    | 5  | 9  | 0 | .357 | 5–7  | 363 | 359 |
| St. Louis Cardinals    | 5  | 9  | 0 | .357 | 5–7  | 296 | 309 |
| Pittsburgh Steelers    | 2  | 12 | 0 | .143 | 2–10 | 202 | 397 |

| NFL Western Conference |    |    |   |      |       |     |     |
| Time                   | V  | D  | E | PCT  | DIV   | PF  | PC  |
| Green Bay Packers      | 10 | 3  | 1 | .769 | 8–3–1 | 316 | 224 |
| Baltimore Colts        | 10 | 3  | 1 | .769 | 8–3–1 | 389 | 284 |
| Chicago Bears          | 9  | 5  | 0 | .643 | 7–5   | 409 | 275 |
| San Francisco 49ers    | 7  | 6  | 1 | .538 | 6–5–1 | 421 | 402 |
| Minnesota Vikings      | 7  | 7  | 0 | .500 | 5–7   | 383 | 403 |
| Detroit Lions          | 6  | 7  | 1 | .462 | 4–7–1 | 257 | 295 |
| Los Angeles Rams       | 4  | 10 | 0 | .286 | 2–10  | 269 | 328 |

## Playoffs

### Partida Desempate (Western Conference)
Como o Green Bay Packers e Baltimore Colts terminaram empatados na classificação da Western Conference após o término da temporada regular, foi necessária uma partida desempate realizado em Green Bay, no Lambeau Field. Embora os Packers tivessem derrotado os Colts em ambas as partidas em 1965, não havia regras de desempate na época.
No jogo do playoff, o quarterback titular do Colts, Johnny Unitas e o reserva Gary Cuozzo não puderam jogar, então Tom Matte teve de atuar, apesar de ser running back. O quarterback do Packers, Bart Starr, se machucou na primeira jogada e não voltou a partida e foi substituído por Zeke Bratkowski. Faltando menos de dois minutos ao final da partida, Don Chandler, do Packers chutou um field goal de 27 jardas para empatar o jogo, levando a partida a prorrogação, onde, novamente, Chandler chutou o field goal de 25 jardas após 13 minutos e 39 segundos da prorrogação para vencer a partida, por 13 a 10, no dia 26 de Dezembro de 1965.

### Championship Game (Jogo do Título)
Após sua lesão na semana anterior, o quarterback titular do Packers, Bart Starr, retornou para a final contra o Cleveland Browns, disputada em 2 de Janeiro de 1965, novamente no Lambeau Field  e terminou com a vitória do Green Bay Packers por 23 a 12, consagrando-se campeão na última disputa antes da criação do super bowl.

### Playoff Bowl
A quinta edição da disputa de terceiro lugar da NFL - Playoff Bowl - ocorreu no Orange Bowl em Miami, Flórida entre as equipes classificadas em segundo lugar em cada conferência: Dallas Cowboys e Baltimore Colts. O grande vencedor foi o Colts, por 35 a 3 na partida com mais audiência do Playoff Bowl, com 65.000 pessoas.

## Líderes em estatísticas da Liga
| Estatística                                  | Nome         | Equipe              | Total |
| -------------------------------------------- | ------------ | ------------------- | ----- |
| Passando                                     |              |                     |       |
| Jardas de Passe                              | John Brodie  | San Francisco 49ers | 3112  |
| Passes para TD                               | John Brodie  | San Francisco 49ers | 30    |
| % de Passes Completos                        | John Brodie  | San Francisco 49ers | .619  |
| Correndo                                     |              |                     |       |
| Jardas Corridas                              | Jim Brown    | Cleveland Browns    | 1544  |
| Corridas para TD                             | Jim Brown    | Cleveland Browns    | 17    |
| Recebendo                                    |              |                     |       |
| Jardas Recebidas                             | Dave Parks   | San Francisco 49ers | 1344  |
| Nº de Recepções                              | Dave Parks   | San Francisco 49ers | 80    |
| Recepções para TD                            | Bob Hayes    | Dallas Cowboys      | 10    |
| Recepções para TD                            | Dave Parks   | San Francisco 49ers | 10    |
| Defesa                                       |              |                     |       |
| Interceptações                               | Bobby Boyd   | Baltimore Colts     | 9     |
| Times Especiais                              |              |                     |       |
| Média de Punt                                | Gary Collins | Cleveland Browns    | 46.7  |
| Números coletados do Pro Football Reference. |              |                     |       |

## Prêmios

### Jogador Mais Valioso
| Prêmio                       | Premiado  | Posição | Franquia         | Ref    |
| ---------------------------- | --------- | ------- | ---------------- | ------ |
| AP NFL Jogador Mais Valioso  | Jim Brown | RB      | Cleveland Browns | [ 18 ] |
| UPI NFL Jogador Mais Valioso | Jim Brown | RB      | Cleveland Browns | [ 19 ] |
| NEA NFL Jogador Mais Valioso | Jim Brown | RB      | Cleveland Browns | [ 20 ] |
| Jim Thorpe Trophy            | Jim Brown | RB      | Cleveland Browns | [ 21 ] |

### Treinador do Ano
| Prêmio                  | Premiado     | Franquia      | Ref    |
| ----------------------- | ------------ | ------------- | ------ |
| AP NFL Treinador do Ano | George Halas | Chicago Bears | [ 22 ] |

### Calouro do Ano
| Prêmio                | Premiado    | Posição | Franquia      | Ref    |
| --------------------- | ----------- | ------- | ------------- | ------ |
| AP NFL Calouro do Ano | Gale Sayers | RB      | Chicago Bears | [ 23 ] |

## Troca de Treinadores
- Detroit Lions: George Wilson foi substituído por Harry Gilmer.[24]
- Pittsburgh Steelers: Buddy Parker foi substituído por Mike Nixon.[25]

## Estádios
O estádio do Green Bay Packers, City Stadium, foi renomeada Lambeau Field em memória do fundador da equipe, jogador e treinador principal, Curly Lambeau.

## Biografia
- NFL Record and Fact Book (ISBN 1-932994-36-X)
- NFL History 1931–1940 (Last accessed December 4, 2005)
- Total Football: The Official Encyclopedia of the National Football League (ISBN 0-06-270174-6)